# Stanisław Piotrowicz (prezydent Poznania)
Stanisław Mścisław Piotrowicz (ur. 22 września 1940 w Wilnie, zm. 12 marca 2020 w Poznaniu) – polski działacz partyjny, prezydent Poznania w latach 1981–1982.
Członek PZPR, sekretarz KW PZPR w latach 1984–1989. W 1987 uczestnik kursu w Akademii Nauk Społecznych w Moskwie.